# Разрыв-трава
Разрыв-трава — согласно славянской мифологии, магическая трава, с помощью которой можно открывать любые замки. Легенды о разрыв-траве распространены у всех славянских народов. Считается, что поиск такой травы — очень трудное дело, и лишь определённые хтонические животные могут её обнаружить.

## Название
Название этой магической травы отличается в различных регионах и у различных этносов. У сербов — это расковник, у болгар — разковниче, в некоторых регионах Македонии — «ёж-трава», в Славонии — «земляной ключ» и т. д.
рус. спрыг-трава, скакун-трава, трава прыгун, трава огонь; укр. розрив-трава, закарпат. клин-трава; пол. rozryw; болг. разков, разковниче; серб. отвор трава, расковник, детелина; хорв. trava od otvora, se-otpira

## Описание и приписываемые свойства
Согласно русскому поверью, разрыв-трава цветёт один раз в год в купальскую ночь (ср. Цветок папоротника), при этом цветение очень коротко — за время его человек едва может прочитать молитвы «Отче наш», «Богородица» и «Верую». По восточносербскому поверью, разрыв-трава ночью светится. Найти эту траву можно только случайно: попав на неё, коса переламывается; если бросить разрыв-траву вместе с другой скошенной травой в воду, она одна поплывет против течения (рус., укр., бел.). Если её положить на наковальню, кузнец не сможет сковать железо (рус.). Если на детелину наступит конь, у него выпадут гвозди из подков (серб.); для добывания разрыв-травы на луг выводили коня в железных путах, которые рассыпались при соприкосновении с ней (серб.). Способностью этого растения «пересиливать» металлы пользовались воры, закладывая её в разрез на пальце или ладони и давая ране срастись. Разрыв-траву можно было также носить под языком. После этого человек получал способность открывать замки (рус., бел., серб., хорв., з.-болг., малопол.).
Сербское предание говорит о том, что очень немногие люди могут отыскать разрыв-траву. Сербский фольклорист Вук Стефанович Караджич пишет о расковнике:

Это некая (возможно воображаемая) трава, благодаря которой, как считается, отмыкается любой замок и всё открывается, если ею притронуться.

В болгарской мифологии разрыв-трава описывается как «клевер с четырьмя лепестками». Он растёт на лугах, но только посвящённые могут его узнать. Считается, что эта трава разверзает землю в месте, где зарыты сокровища. Кроме этого, с помощью травы можно обращать железо в золото, трава может дать человеку вечное счастье или богатство. Разрыв-трава может исполнить любое желание человека.

## Метафорическое использование
Легендарная трава расковниче в современном болгарском языке в метафоричном выражении означает магический ключ, панацею в широком смысле. Фраза «да намериш разковничето» означает найти решение какой-либо, как правило, сложной, проблемы. Кроме этого, расковниче в болгарском языке означает название одного из водных папоротников — четырёхлистного клевера (Марсилия четырёхлистная), который, действительно, очень напоминает мифологическое описание расковника. В восточной Сербии расковником называют одно из растений, используемое в народной медицине,— Гладыш шершавый. В России разрыв-травою в народе называют папоротники семейства Ужовниковые — ужовник и гроздовник.

## В литературе
Упоминается в серии романов Юрия Никитина «Трое из леса», с помощью разрыв-травы открывают любые замки.
Упоминается в повести Л. Н. Толстого «Казаки» в XVI главе, где один из действующих героев (старый терский казак) подробно описывает способ добычи разрыв-травы с помощью черепахи, как хтонического животного.
В рассказе «Бежин луг» из цикла «Записки охотника» И.С.Тургенева, мальчик Ильюша рассказал о покойном барине, искавшем на «нечистом месте» разрыв-траву, который жаловался, что могила на него давит.